# 医薬品安全管理責任者
医薬品安全管理責任者（いやくひんあんぜんかんりせきにんしゃ）とは、日本の病院、診療所又は助産所に設置される、医薬品の安全管理に関わる責任者。

## 根拠法規
- 医療法 第六条の十弐
- 医療法施行規則 第一条の十一

## 業務内容
病院等の管理者の指示の下に次の業務を行う。但し、病院及び入院施設を有する診療所（有床診療所）においては、安全管理委員会との連携の下、業務を行う。
- 医薬品の安全使用のための業務に関する手順書の作成
- 従業者に対する医薬品の安全使用のための研修の実施
- 医薬品の業務手順書に基づく業務の実施
- 医薬品の安全使用のために必要となる情報の収集、その他医薬品の安全確保を目的とした改善のための方策の実施

## 必要な資格
医薬品に関する十分な知識を有する常勤職員であり、医師、歯科医師、薬剤師、助産師（助産所の場合に限る）、看護師又は歯科衛生士（主として歯科医業を行う診療所）のいずれかの資格を有することが必要 。

## 背景及び経緯
過去の医療過誤の中には、医薬品に関連する物が少なくない(薬害)。適正な医薬品使用を推進するために、次のような経緯で設置に至った。
- 平成14年4月　厚生労働省医療安全対策検討会議　医療機関における適正な安全管理体制
- 平成15年12月  厚生労働大臣医療事故対策緊急アピール
- 平成16年3月　総務省　医療事故に関する行政評価・監視結果に基づく勧告
- 平成17年6月　医療安全対策検討会議報告書
- 平成18年6月　医療法等の一部を改正する法律　公布